# Eugenio Constantino
Eugenio Constantino Calderón (* 21. Mai 1963 in Morelia, Michoacán) ist ein ehemaliger mexikanischer Fußballspieler auf der Position eines Stürmers.

## Leben
Constantino begann seine Profikarriere beim Club Deportivo Irapuato, bei dem er von 1984 bis 1988 unter Vertrag stand. Im Jahr seines Wechsels zum Hauptstadtverein Club Social y Deportivo Cruz Azul, bei dem er die Spielzeit 1988/89 verbrachte, absolvierte Constantino insgesamt drei Länderspieleinsätze für die mexikanische Nationalmannschaft. 
Anschließend spielte Constantino eine Saison (1989/90) bei den UANL Tigres und zwei Spielzeiten für den Club Deportivo Guadalajara, bevor er seine aktive Laufbahn bei den seinerzeitigen Zweitligisten CF Pachuca und UAT Correcaminos ausklingen ließ. 